# Le cœur a ses raisons : Le Journal d'une institutrice
Pour la série télévisée, voir Le cœur a ses raisons (série télévisée, 2014).
Le cœur a ses raisons : Le Journal d'une institutrice (When Calls the Heart) est un téléfilm américain réalisé par Michael Landon Jr. et diffusé le 19 octobre 2013 sur Hallmark Channel. Ce téléfilm est le pilote de la série du même nom, diffusée à partir de janvier 2014.

## Synopsis
Elizabeth Thatcher, jeune fille de bonne famille, s'apprête à commencer une carrière d'institutrice à Coal Valley, une petite ville minière.

## Fiche technique
- Titre original : When Calls the Heart
- Réalisation : Michael Landon Jr.
- Scénario : Janette Oke et Michael Landon Jr.
- Photographie : Christo Bakalov et James L. Carter (en)
- Langue originale : anglais
- Durée : 90 minutes
- Date de diffusion :
  -  France : 14 février 2014 sur M6
  -  France : 14 février 2017 sur M6

## Distribution
- Maggie Grace (VF : Edwige Lemoine) : Tante Elizabeth Thatcher
- Stephen Amell (VF : Sylvain Agaësse) : Wynn Delaney
- Lori Loughlin (VF : Emmanuelle Bondeville) : Abigail Stanton
- Daniel Sharman (VFB : Karim Barras) : Edward Montclair
- Jean Smart (VF : Martine Meiraghe) : Frances Tunnecliffe
- Poppy Drayton (VFB : Audrey d'Hulstère) : Elizabeth
- Natasha Calis : Perlie Leverly
- Cherie Lunghi (VFB : Francine Laffineuse) : Mme Thatcher
- Lee Williams (VFB : Maxime Donnay) : Thomas Higgins
- Christopher Villiers (VFB : Patrick Waleffe) : M. Thatcher
- Tygh Runyan : Phillip Delaney
- Daisy Head (en) (VFB : Esther Aflalo) : Julie Thatcher
- Tom Carey : M. Moran
- Tygh Runyan : Phillip Delaney Sr
- Tom Carey : Mr. Moran
- Sam Duke : Andy
- Greg Lawson : Rev. Dickenson
- Hannah Duke : Teressa
- Anthony Harrison : Mr. Clark
- Lori Ravensborg : Mrs. Moran
- Joshua J. Ballard : Lars Peterson
- Brandon Olds : Carl Clark
- Emily Bowker : Margret Thatcher
- Christian Laurian Kerr : Phillip Delaney Jr.
- Brian Martell : Mr. Leverly
- Constatin Puscasu : Mayor Ramsey
- Gwynfor Jones : John
- Miriam Rizea : Emma
- Lynley Hall : Lydia Delaney
- Katie Lyn Devereaux : Cindy Blake
- Kyla Sendecki : Sally Blake
- Lisa Dyck : Olga Peterson
- Griffin Cork : Harvey
- Andrew Krivanek : Mr. Worthington
- Jimmy Townsend : Spencer

Source VF(B) sur RS doublage et doublagissimo